# Shushanik Kurghinian
Shushanik Kurghinian (Armenia: 18 de agosto de 1876 – 24 de noviembre de 1927) fue una escritora armenia quien se convirtió en una impulsora del desarrollo de la poesía socialista y feminista. Fue descrita como quien le habría "dado voz a los sin voz" y ella misma vio su papel de poeta como "profundamente político".
Su primer poema fue publicado en 1899 en Taraz, y en 1900 se publicó su primer cuento en la revista Aghbyur. Después de fundar el primer Después de fundar el primer grupo político del Partido Social Demócrata Hunchak en Alexandropol, Kurghinian huyó a Rostov on Don para poder evadir los arrestos del régimen zarista. Su primer volumen de poesía, Requipe del Amanecer, fue publicado en 1907, y uno de los poemas de ese volumen, "El Amor de las Águilas", fue traducido e incluido en la segunda antología de Alice Stone Blackwell titulada "Poemas Armenios: renderizados al verso inglés" (1917). 
Después de la Revolución rusa, en 1921 regresó a la Armenia Soviética donde vivió hasta su muerte. A lo largo de su vida, Kurghinian cultivó vínculos con miembros famosos del mundo artístico y literario de su época, incluyendo a Vrtanes Papazian, Avetik Isahakian, Hovhannes Toumanian, Hrand Nazariantz, entre otros.
Kurghinian es considerada una de las fundadoras de la  literatura proletaria y feminista en idioma armenio.

## Citas

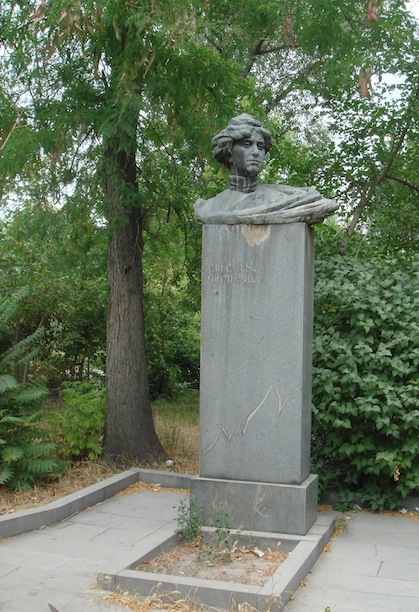
Monumento conmemorativo de Shushanik Kurghinian Panteón de Komitas.

### Quise Cantar
1907 (fragmento de Quiero Vivir: Poemas de Shushanik Kurghinian, Prensa de AIWA, 2005)